# Martinet claudia
Tachornis squamata
Espèce
Synonymes
- Cypselus squamatus Cassin, 1853
(protonyme)

Statut de conservation UICN

 LC  : Préoccupation mineure
Le Martinet claudia (Tachornis squamata) est une espèce d'oiseaux de la famille des Apodidae.

## Répartition

répartition